# جومانجی: به جنگل خوش آمدید
جومانجی: به جنگل خوش آمدید (به انگلیسی: Jumanji: Welcome to the Jungle) یک فیلم آمریکایی در ژانر اکشن کمدی و ماجراجویی به کارگردانی جیک کاسدان و نویسندگی کریس مک‌کنا، جف پینکنر، اسکات روزنبرگ و اریک سامرز محصول سال ۲۰۱۷ است. این فیلم به عنوان دنباله مستقل فیلم جومانجی محصول سال ۱۹۹۵ با بازی رابین ویلیامز فقید به شمار می‌رود. دواین جانسون، کوین هارت، جک بلک، کارن گیلان، نیک جوناس، مدیسون آیسمن مورگان ترنر و بابی کاناوله از جمله بازیگران فیلم هستند. جومانجی: به جنگل خوش آمدید توسط سونی پیکچرز در تاریخ ۲۰ دسامبر ۲۰۱۷ در ایالات متحده به نمایش درآمد.
دنباله این فیلم، تحت عنوان جومانجی: مرحله بعدی در سال ۲۰۱۹ منتشر شد.

## بازیگران
| نام            | نقش                   | یادداشت          |
| -------------- | --------------------- | ---------------- |
| دواین جانسون   | دکتر اسمالدر بریوستون | (اسپانسر گیلپین) |
| جک بلک         | پروفسور شلدون اوبرون  |                  |
| کوین هارت      | فرانکلین فینبار       |                  |
| کارن گیلان     | روبی راندهاوس         |                  |
| نیک جوناس      | جفرسون مک دانف        |                  |
| الکس وولف      | اسپنسر گیلپین         |                  |
| سرداریوس بلین  | آنتونی «فریج» جانسون  |                  |
| مورگان ترنر    | مارتا کاپلی           |                  |
| مدیسون آیسمن   | بتانی واکر            |                  |
| بابی کاناوله   | فن پلت                |                  |
| مارک اون جکسون | شخصیت داستانی         |                  |
| ریس داربی      | نایجل بیلینگسلی       |                  |

## داستان
در جومانجی، این بازی قدرتمند چهار نوجوان را به درون دنیای جومانجی می‌کشاند، دنیایی خطرناک پر از جانوران مختلف و وحشی همراه با جنگلی انبوه و حاوی چندین مدل پازل و تله مرگبار. برای زنده ماندن، آنها باید بجای شخصیت‌های گیم بازی کنند: اسپنسر تبدیل می‌شود به یک ماجراجوی عضلانی (دواین جانسون)، ورزشکار فوتبال تبدیل می‌شود به یک جانورشناس و متخصص سلاح (کوین هارت)، دختر محبوب بیتانی تبدیل می‌شود به یک پروفسور جوان (با بازی جک بلک) و مارتا تبدیل می‌شود به یک تکاور و مبارز رقصنده (کارن گیلان). چیزی که آن‌ها کشف می‌کنند این است که فقط نمی‌توانید جومانجی بازی کنید بلکه باید زنده بمانید و باید برای زندگی بجنگید. برای اتمام بازی و بازگشت به دنیای واقعی، آنها مجبورند پا به خطرناک‌ترین ماجراجویی‌های زندگی خودشان بگذارند…